# Icius dendryphantoides
Icius dendryphantoides är en spindelart som beskrevs av Embrik Strand 1909. Icius dendryphantoides ingår i släktet Icius och familjen hoppspindlar. Inga underarter finns listade i Catalogue of Life.